# Jeanne Bot
Pour les articles homonymes, voir Bot.
Jeanne Bot, née le 14 janvier 1905 à Mont-Louis dans les Pyrénées-Orientales et morte le 22 mai 2021 à Perpignan, est une supercentenaire française. Elle était de son vivant la vice-doyenne des Français.

## Biographie
Jeanne Bot est née le 14 janvier 1905 dans la caserne militaire de Mont-Louis où son père, Louis, était sous-officier,. 
Elle a travaillé pendant une cinquantaine d'années comme comptable dans un garage automobile à Perpignan. Elle est restée célibataire, sans enfant.
Le 14 janvier 2021, elle devient la troisième française à atteindre l'âge de 116 ans, après Jeanne Calment en 1991 et Lucile Randon en 2020.
Elle meurt dans la nuit du 21 au 22 mai 2021 à Perpignan,.